# Gankowe Korycisko

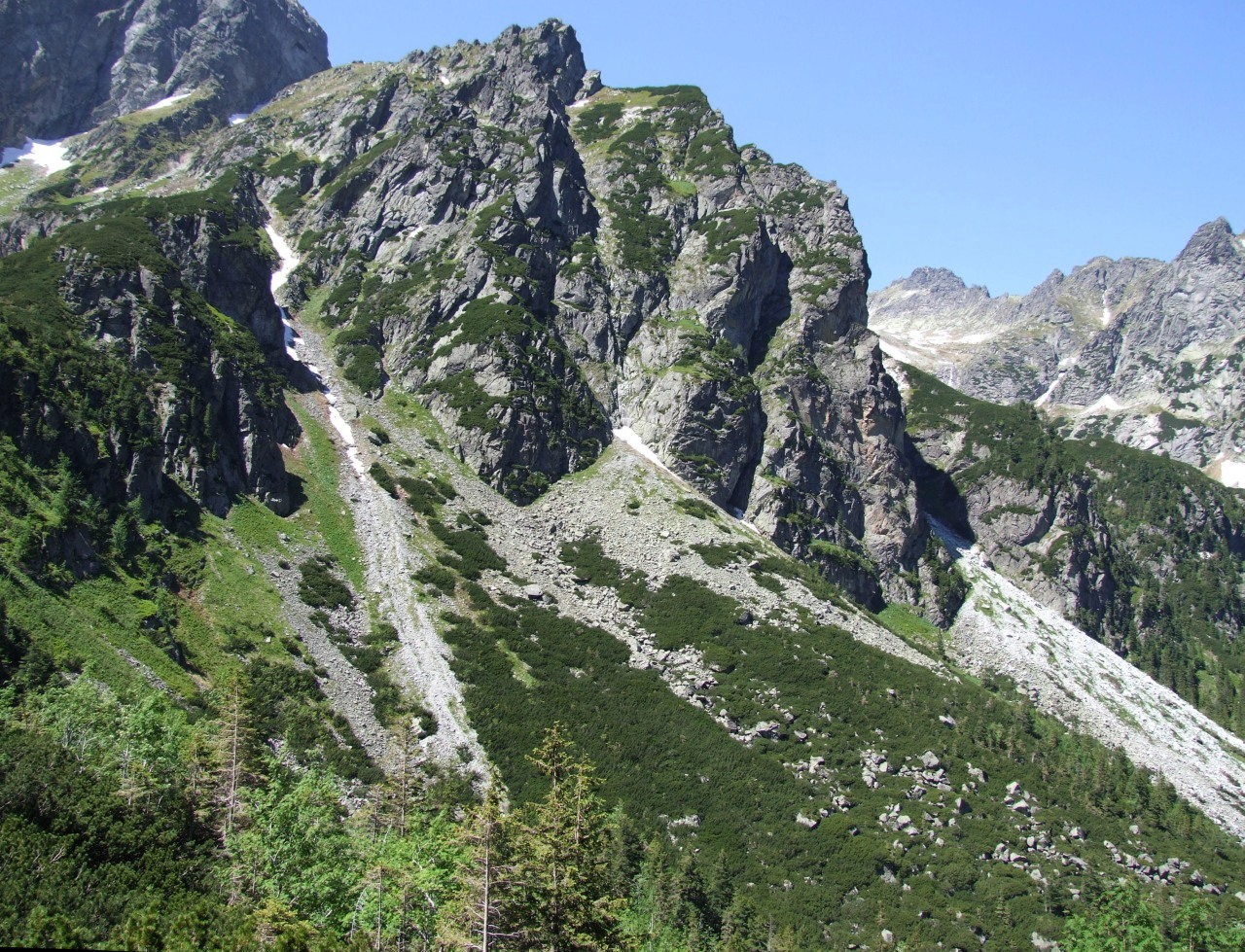
Gankowa Strażnica i Gankowe Korycisko u dołu po jej prawej stronie

Gankowe Korycisko – olbrzymia, wypełniona piargami depresja opadająca z Doliny Ciężkiej do głównego ciągu Doliny Białej Wody w słowackich Tatrach Wysokich. Jej orograficznie prawe ograniczenie tworzą zachodnie ściany Pustych Turni, Pusta Zatoka i zachodnia oraz północna ściana Gankowej Strażnicy. Dołem Gankowe Korycisko wcina się między Gankową Strażnicę i południowy skraj progu Doliny Ciężkiej.
Nazwę Gankowemu Korycisku nadał Władysław Cywiński. Opisując je określił je jako „żywe”, tzn. ciągle uzupełniane nowym materiałem skalnym spadającym z otaczających go ścian, Powoduje to, że piargi wciąż obsuwają się w dół. Przejście takim piarżyskiem w lecie jest trudne, gdyż jest ono bardzo niestabilne.